# Wilwerwiltz
Wilwerwiltz är en by i norra Luxemburg. Det var en av Luxemburgs kommuner fram till 2006 då den blev infogad tillsammans med kommunen Kautenbach till den nya kommunen Kiischpelt. Den ligger i kantonen Canton de Wiltz och distriktet Diekirch, i den norra delen av landet, 40 kilometer norr om huvudstaden Luxemburg. Antalet invånare är 242.
I omgivningarna runt Wilwerwiltz växer i huvudsak blandskog. Runt Wilwerwiltz är det ganska glesbefolkat, med 35 invånare per kvadratkilometer.